# 阿兰·达尔·约翰松
阿兰·达尔·约翰松（挪威語：Allan Dahl Johansson，1998年10月5日—），挪威男子速度滑冰运动员，2022年欧洲速度滑冰锦标赛男子团体追逐赛银牌得主和男子1500米铜牌得主、2023年世界速度滑冰锦标赛男子团体追逐赛铜牌得主。